# På vingar av stål
"På vingar av stål" är en sång från 1978 av Tomas Ledin. Sången finns med på hans sjätte studioalbum Fasten Seatbelts. Den finns även med på flera live- och samlingsalbum som utgivits därefter.
Låten låg på en tiondeplats på Svensktoppen 1978 under två veckor.

### Fotnoter
1. ↑  ”"På vingar av stål"”. Svensk mediedatabas. http://smdb.kb.se/catalog/search?q=Tomas+Ledin+P%C3%A5+vingar+av+st%C3%A5l&sort=OLDEST. Läst 14 januari 2013.
2. ↑  ”Svensktoppen 1978”. Sveriges Radio. http://sverigesradio.se/diverse/appdata/isidor/files/2023/3476.txt. Läst 14 januari 2013.